# Złotowo (powiat malborski)
Złotowo (niem. Reichenfeld) – wieś w Polsce położona w województwie pomorskim, w powiecie malborskim, w gminie Stare Pole na obszarze Żuław Elbląskich.

## Historia
Wieś założono w latach 1331–1335. Lokację Złotowu nadał wielki mistrz Ludolf König von Wattzau w 1342.
Wieś królewska położona była w II połowie XVI wieku w województwie malborskim. 
W 1776 wzmiankowane 3 nazwiska mennonitów Joanna Dicka, Heinricha Dicka, Joanna Pennera. w 1820 wieś zamieszkiwało 175 mieszkańców, w tym 5 mennonitów.
W latach 1945–1975 miejscowość administracyjnie należała do województwa gdańskiego, a w latach 1975–1998 do województwa elbląskiego.

## Zabytki
Według rejestru zabytków NID na listę zabytków wpisany jest dom podcieniowy nr 24 (d.16), murowano-szachulcowy, k. XVIII, nr rej.: A-73 z 30.05.1957.
We wsch. części wsi, po płn. stronie drogi, dom podcieniowy, kalenicowo wzniesiony w k. XVIII w. dla Johanna Gabriela Preussa, drewniany, otynkowany, z ryglowym podcieniem od płd. wspartym na 7 słupach i fachwerkowymi szczytami, z wysokim, dwuspadowym dachem krytym holenderką; plan o szerszym trakcie płd. z wielką izbą w płd.-wsch. narożniku, czarną kuchnią w trakcie wielkiej izby i sienią w formie litery L oddzielającą pokój letni i pomieszczenia gospodarcze; elewacja szczytowa 3-osiowa, frontowa 7-osiowa, z podcieniem na 3–5 osi i wejściem pośrodku. Dom został niemal doszczętnie zniszczony w pożarze z 9 na 10 marca 2014.
Układ przestrzenny wsi – owalnica w osi wsch.-zach., z dwoma dużymi gospodarstwami po płn. stronie i jednym po płd. Krajobraz kulturowy wsi zanikający, w latach 80. XX wieku na 7 historycznych siedlisk na 2–3 zachowana dawna zabudowa, z 3 domów podcieniowych zachowany jeden po płn. i płd. stronie, czytelny układ rowów melioracyjnych i polderów. We wsi znajduje się kościół ryglowy na planie wydłużonego ostroboku z 1725.